# مقبرة بارون دو هيرش في هاليفاكس
مقبرة بارون دو هيرش في هاليفاكس Baron de Hirsch Cemetery, Halifax هي مقبرة يهودية في مدينة هاليفاكس الكندية.
معروفة أيضا باسم مقبرة كنيس بيت إسرائيل، تقع على الجانب الغربي من شارع وندسور عند تقاطع شارع كونوت بجوار مقبرو فيرفيو في مدينة هاليفاكس في ولاية نوفا سكوتيا في كندا. بدأ الدفن بها عام 1893.
سميت باسم البارون دو هيرش من ميونخ وهو الذي اشترى الأرض لتكون مقبرة.